# Савицький Анатолій Федорович
Анатолій Федорович Савицький (нар. 2 липня 1917, Москва, СРСР — ???) — радянський футболіст та тренер, захисник.

## Життєпис
Дебютував Анатолій Савицький в професійному футболі в 1936 році в московському «ЦДКА», де одночасно проходив військову службу, провівши при цьому 17 ігор у вищій лізі СРСР. З московського ЦБЧА потрапив в команду майстрів «Динамо» (Київ), де за три сезони провів 12 ігор у вищій лізі СРСР. Згодом перебрався в «Стахановець» (Сталіно), але провести хоча б одну гру йому не вдалося. Після трирічної перерви Анатолій в 1945 році повернувся у великий футбол, а саме провів три сезони в складі «Крила Рад» з міста Молотова.
У 1960 році Анатолій Федорович переїхав до міста Чернівці, де протягом 16 років з перервами працював на різних посадах в чернівецькій «Буковині», а саме в 1960 і 1967—1968 роках працював тренером, в 1964 і 1974—1975 роках адміністратором клубу, в 1976 — начальник команди. А в 1961—1962 роках — головний тренер команди.

## Досягнення

### Як гравця
- Володар Кубка УРСР (1) : 1938

### Як тренера
- Срібний призер чемпіонату УРСР (1) : 1968